# Institut national de recherche scientifique du Rwanda
L'Institut national de recherche scientifique du Rwanda est une institution scientifique de recherche basée à Butare au Rwanda. Il joue un rôle important dans la science et la technologie au Rwanda.
L'institut a travaillé dans l'Université nationale du Rwanda dans le cadre du plan de recherche en phytomédecine et en sciences de la vie, qui a commencé la recherche sur la pharmacopée et la médecine traditionnelle dans le pays à l'Université nationale du Rwanda en 1972 dans la Faculté de médecine. L'Institut national de recherche scientifique s'est ensuite impliqué et collabore également avec des chercheurs de l'Institut national de la recherche scientifique (INRS) et des chercheurs de l'Institut des sciences agronomiques du Rwanda (ISAR).